# 'Til Death Do Us Unite
Albums de Sodom
Ten Black Years
(1996) Code Red
(1999)
'Til Death Do Us Unite est le huitième album studio du groupe de thrash metal allemand Sodom. L'album est sorti en 1997 sous le label Steamhammer Records.
La pochette de l'album est assez controversée. En effet, celle-ci représente l'estomac énorme d'un homme d'un côté, celui d'une femme enceinte de l'autre, serrant tous deux un crâne humain.
Cet album marque un certain changement dans la formation du groupe. Il s'agit en effet du premier album de Sodom enregistré avec le guitariste Bernermann et le batteur Bobby Schottkowski, ce dernier a été dans le groupe jusqu'en 2010. Cela montre que la formation du groupe était devenue stable et durable, ce qui n'était pas le cas auparavant.
Une vidéo a été tournée pour le titre Fuck the Police.

## Liste des morceaux
Toutes les chansons sont écrites et composées par Sodom.
| No  | Titre                                                | Durée |
| --- | ---------------------------------------------------- | ----- |
| 1.  | Frozen Screams                                       | 2:56  |
| 2.  | Fuck the Police                                      | 3:27  |
| 3.  | Gisela                                               | 2:39  |
| 4.  | That's What an Unknown Killer Diarized               | 4:42  |
| 5.  | Hanging Judge                                        | 2:46  |
| 6.  | No Way Out                                           | 2:47  |
| 7.  | Polytoximaniac                                       | 2:27  |
| 8.  | 'Til Death Do Us Unite                               | 5:12  |
| 9.  | Hazy Shade of Winter (reprise de Simon et Garfunkel) | 1:59  |
| 10. | Suicidal Justice                                     | 2:47  |
| 11. | Wander in the Valley                                 | 3:51  |
| 12. | Sow the Seeds of Discord                             | 2:30  |
| 13. | Master of Disguise                                   | 3:03  |
| 14. | Schwerter Zu Pflugscharen                            | 4:01  |
| 15. | Hey, Hey, Hey Rock'n Roll Star                       | 4:18  |

## Composition du groupe
- Tom Angelripper – chant, basse
- Bernemann – guitare
- Bobby Schottkowski – batterie

Membres aditionnels
- Stefan Paul ; Uwe Gottuk ; Harris Johns - Chœurs sur Fuck the Police, Hanging Judge et Hey, Hey, Hey Rock'n Roll Star
- Harris Johns - Guitare sur Hey, Hey, Hey Rock'n Roll Star
- Alex Kraft - Guitare sur Hey, Hey, Hey Rock'n Roll Star